# Колпаково (Великоустюзький район)
Колпако́во (рос. Колпаково) — присілок у складі Великоустюзького району Вологодської області, Росія. Входить до складу Юдинського сільського поселення.

## Населення
Населення — 7 осіб (2010; 9 у 2002).
Національний склад (станом на 2002 рік):
- росіяни — 78 %